# 中垾镇
中垾镇，是中华人民共和国安徽省合肥市巢湖市下辖的一个乡镇级行政单位。

## 行政区划
中垾镇下辖以下地区：
中旱社区、广严村、太平村、三圩村、建华村、滨湖村、小联圩村和庙集村。